# Casas de los Camilos o de las Calderas

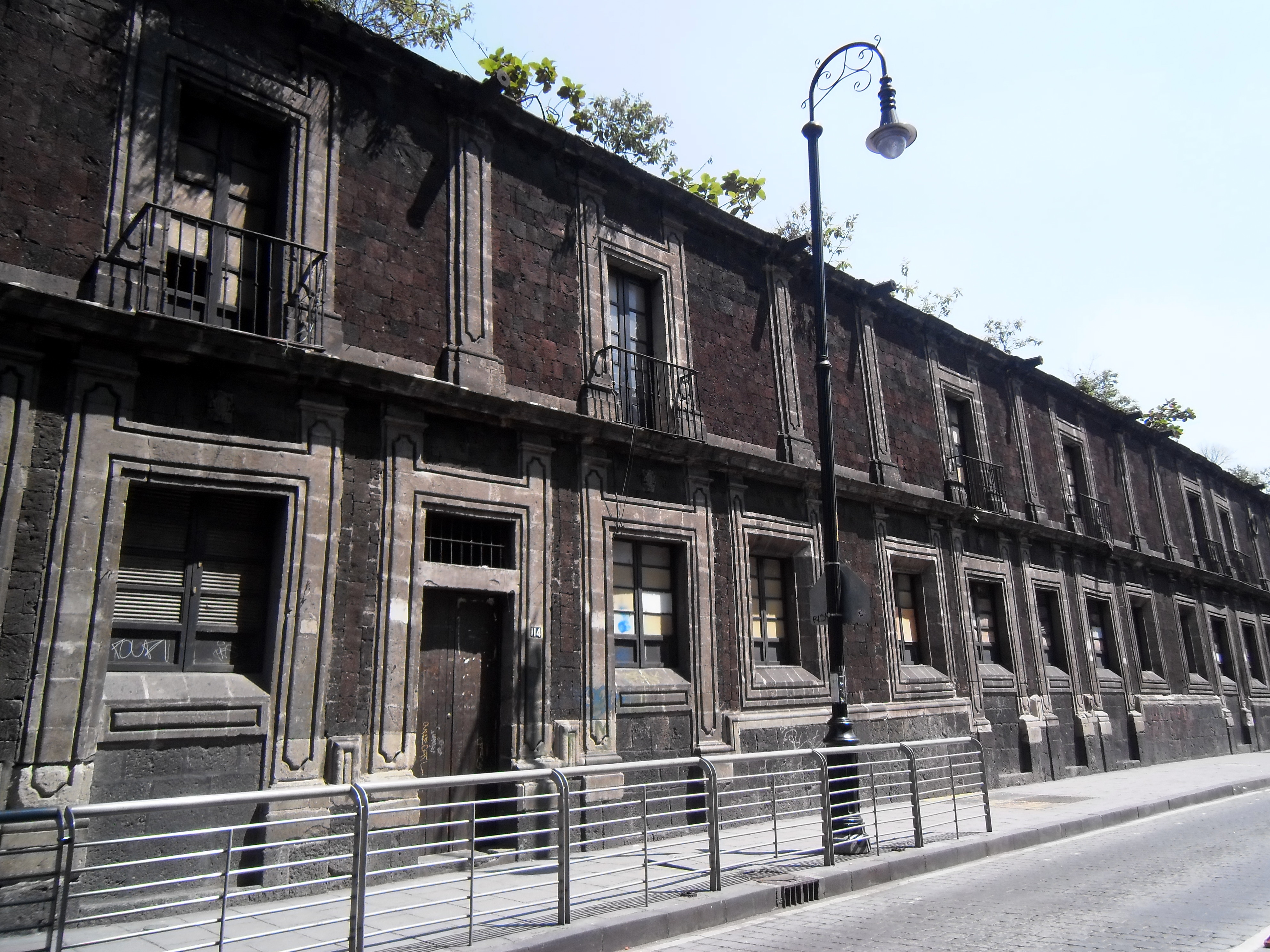
La fachada antes de su renovación en 2014

La casa de los Camilos o de las Calderas es un conjunto de edificios que se encuentra entre los números 108 y 128 de la calle de San Jerónimo en el Centro Histórico de la Ciudad de México en la delegación Cuauhtémoc y data de finales del siglo XVIII y principios del siglo XIX. Fueron construidas originalmente como viviendas de alquiler para sostenimiento del convento y son de las pocas construcciones que se conservan del convento del sagrado corazón de Jesús de la orden de los camilianos. Fueron declaradas monumento histórico en julio de 1931.

## Historia
La orden de los Camilianos llegó a la Nueva España por disposición testamentaria de la doña María Teresa de Medina y Saravia, quien a su muerte en 1746 encomendó a su hermano, el regidor Felipe Cayetano de Medina que dispusiera de 30,000 pesos para traer a la orden dedicada al cuidado de los moribundos fundada por Camilo de Lelis. y fundar con ellos un convento bajo la advocación del sagrado corazón de Jesús. Felipe Cayetano aportó 50,000 pesos más para poder cumplir con la voluntad de María Teresa de Medina y en 1755 llegaron los camilianos dirigidos por el viceprovincial Diego María de Moya y compraron una antigua casa ubicada en las cercanías del templo de San Pablo al sur de la ciudad, que había pertenecido al comerciante español Manuel de Calderas, así como unos terrenos contiguos que pertenecían al Mariscal de Castilla. En dichas dependencias los Camilos construyeron su convento, el último del periodo colonial en la ciudad y el más modesto de todos el cual fue construido de 1756 a 1778 y contaba con aulas, cuartos de asistencia, cementerio, huerta, almacén, corrales, frontón, e iglesia, la fue dedicada el 12 de julio de 1756 por el arzobispo Manuel José Rubio y Salinas.
Para poder procurarse sustento, la orden recurrió a la producción y a la renta, por lo que 1762 adquirieron la hacienda de San Francisco Cuerámaro en Guanajuato y el rancho de la purísima concepción en Texcoco. Las calderas fueron construidas finales del siglo XVIII y principios del XIX, como un conjunto de 13 casas de alquiler para proporcionarle fondos al convento, el conjunto constaba  6 casas sobre la calle del Corazón de Jesús (actual Calle Regina) y siete en la calle de la buena muerte (actual San Jerónimo). Además de estas propiedades, la orden tenía una casa de descanso en Coyoacán.
Después de la independencia, la orden fue suprimida, y en 1834 fue restablecida, hasta que finalmente en 1861 con la aplicación de las leyes de reforma los camilos abandonaron el convento, que fue fraccionado y una parte destinada al seminario conciliar, el cual tuvo un gran auge durante el porfiriato y en 1909 se decidió construir un nuevo edificio, por lo que se demolió gran parte del convento; La construcción del nuevo edificio estuvo a cargo del arquitecto Manuel Gorozpe, quien proyectó un majestuoso edificio estilo neopalladiano el cual quedó inconcluso. El seminario ocupó el edificio hasta el 6 de julio de 1928 cuando en el contexto de la Guerra Cristera fue desalojado por decreto presidencial para albergar la primera secundaria federal de México, llamada César A. Ruiz en honor al higienista que promovió su fundación. A principios del siglo XX, el conjunto de las Calderas fue reformado y convertido en vivienda para familias de escasos recursos

## Estado actual

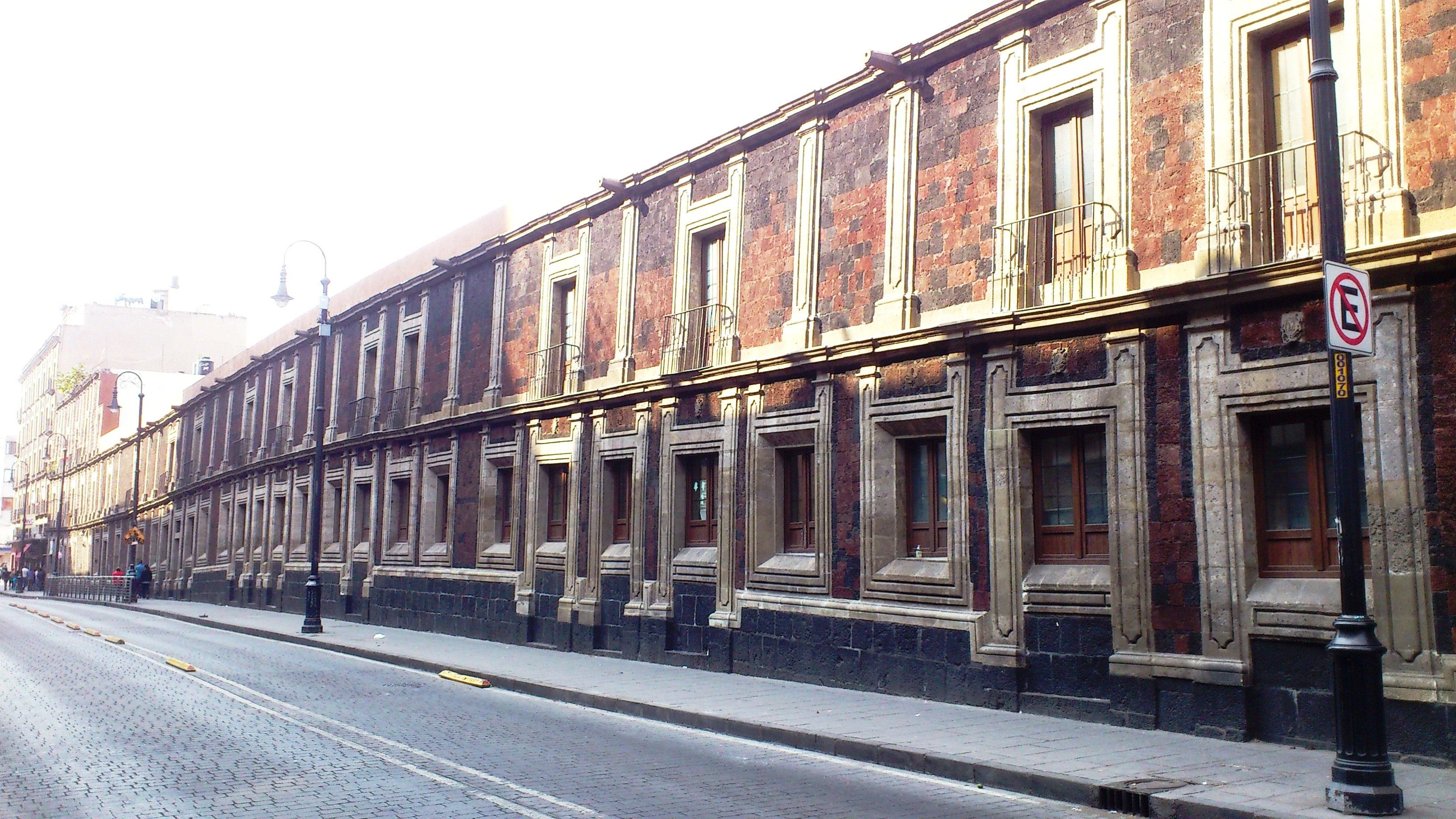
Vista parcial del conjunto

En diciembre de 2007, el Gobierno del Distrito Federal y la autoridad del centro histórico en contubernio con grupos de vendedores ambulantes, autorizaron la demolición de 6 inmuebles catalogados como monumentos históricos  entre los que se encontraba la casa la calle Regina número 97, que pertenecía al conjunto de casas de las calderas y que había sobrevivido a la destrucción que siguió a la aplicación de las leyes de reforma y a la demolición del convento para construir el edificio del seminario conciliar.
El número 112 del conjunto alberga la escuela primaria España, la cual fue remodelada a principios de 2014. Dicha remodelación incluyó la restauración integral a la fachada de la escuela,  durante la cual se realizó la limpieza del tezontle y de la cantera que la componen, así como la reposición de elementos faltantes o deteriorados lo que devolvió su esplendor a una parte del conjunto.